# Свадьба принца Георга, герцога Йоркского, и принцессы Марии Текской
Свадьба принца Георга, герцога Йоркского, и принцессы Марии Текской состоялась 6 июля 1893 года в Королевской капелле Сент-Джеймсского дворца в Лондоне.

## Предыстория и обручение
В 1891 году Мария Текская была обручена с Альбертом Виктором, герцогом Кларенсом, старшим сыном принца Уэльского. Однако в начале следующего года Кларенс скончался во время эпидемии гриппа за полтора месяца до свадьбы. Ранее королева Виктория, желая обеспечить преемственность, стала рассматривать варианты брака для младшего брата Альберта Виктора, Георга, герцога Йоркского. В невесты внуку Виктория прочила одну из дочерей её второго сына, принца Альфреда: Марию или Викторию Мелиту. Георгу нравились обе кузины, но он не желал рано заключать брак. Принц писал царственной бабушке: «Я всё ещё думаю, что жениться в молодости очень плохо»; в качестве примера он привёл историю австрийского кронпринца Рудольфа. Кроме того, Георг сообщил королеве, что «единственное, что я никогда не смог бы сделать, это жениться на человеке, который не любит меня. Я буду несчастен всю оставшуюся жизнь». В 1892 году родителям Марии всё же было сделано предварительное предложение брака, но принцесса, находясь под влиянием матери и гувернантки (обе они были англофобками) дала отказ.
Мария Текская нравилась королеве Виктории и та желала видеть её в качестве невесты Георга. Пара оказалась в неловком положении: страна ожидала их помолвки, а газетчики распространяли спекуляции о диком романе. Мария все ещё находилась в трауре из-за смерти предыдущего своего жениха и, в то же время, она столкнулась с давлением, в частности со стороны родителей. Георг же столкнулся с новой реальностью, в которой он стал вторым в очереди на престол; кроме того, он потерял уверенность в себе после того, как Мария отказала ему в первый раз. Георг не имел ни малейшего представления о том, что на самом деле о нём думает принцесса, он стал опасаться повторного отказа; принц решился сделать предложение Марии только после общения со своей любимой тёткой, греческой королевой Ольгой. Несмотря на столь неблагоприятное начало отношений, в дальнейшем супруги очень заботились друг о друге, и их брак стал успешным.
К тому моменту, когда Георг решился сделать предложение, принц и принцесса уже имели несколько неловких встреч, происходивших всегда в компании других людей, и приводивших обоих в смущение. 3 мая 1893 года Мария была приглашена на чай к сестре Георга Луизе, герцогине Файф, и её супругу. По прибытии в дом Луизы Мария обнаружила там Георга. Момент оказался неловким, но ситуацию спасла принцесса Луиза, предложив Георгу прогуляться с Марией в саду. Георг повиновался сестре и во время прогулки у пруда в саду сделал Марии предложение. Мария дала согласие и на следующий день было официально объявлено о помолвке.

## Свадьба
Венчание Георга и Марии состоялось 6 июля 1893 года в 12:30 в Королевской капелле Сент-Джеймсского дворца. Венчание Георга и Марии стало первым в Сент-Джеймсской часовне со времён смерти принца Альберта в 1861 году, приведшей королеву Викторию в великую скорбь; большинство собственных детей Виктории и Альберта венчались в относительном уединении в гостиных Виндзорского замка.

## Гости

### Представители королевских династий
Со стороны жениха:
- королева Виктория, бабушка жениха по отцу[8];
- родители жениха принц и принцесса Уэльские[8] с дочерьми Мод и Викторией[10];
- герцог и герцогиня Эдинбургские, дядя жениха по отцу с супругой[8][11], с дочерьми Викторией Мелитой, Александрой и Беатрисой[10];
- герцог и герцогиня Коннаутские, дядя жениха по отцу с супругой, с сыном Артуром и дочерьми Маргаритой и Патрицией[11][10];
- принц и принцесса Прусские, кузен жениха с супругой[11];
- принцесса Виктория и принц Людвиг Баттенбергские, кузина жениха с супругом, с дочерью Алисой[11];
- принцесса и принц Шлезвиг-Гольштейнские, тётка жениха по отцу с супругом, с сыном Альбертом и дочерью Еленой Викторией[11];
- маркиза и маркиз Лорнские, тётка жениха по отцу с супругом[8];
- принцесса Беатриса и принц Генрих Баттенбергские, тётка жениха по отцу с супругом, с сыном Александром и дочерью Викторией Евгенией[11];
- король и королева Дании Кристиан IX и Луиза Гессен-Кассельская, бабушка и дед жениха по матери[8], с сыном Вальдемаром[11];
- цесаревич Николай, кузен жениха по матери[8];
- король Бельгии Альберт I, кузен жениха по отцу[11];
- принц Виктор Гогенлоэ-Лангенбургский[англ.], кузен жениха, с дочерьми Феодорой, Викторией и Еленой[10].

Со стороны невесты:
- герцог и герцогиня Текские[8], родители невесты, с сыновьями Адольфом, Францем и Александром[12];
- герцог Кембриджский, дядя невесты по матери, с сыном Августом Фицджорджем;
- герцогиня и великий герцог Мекленбург-Стрелицкие, тётка невесты по матери с супругом[12].

Кроме того, на свадьбе присутствовали представители зарубежной знати: махараджа Бхавнагара, раджа Капуртхалы, такур-сахибы Морви и Гондала.